# Crown Fountain
La Crown Fountain est une œuvre d'art urbain interactive et une sculpture numérique implantée au milieu du Millennium Park dans le secteur communautaire du Loop à Chicago (Illinois, États-Unis). Conçue et réalisée par l'artiste catalan Jaume Plensa, elle a été inaugurée en juillet 2004,. 
Cette fontaine se compose d'un miroir d'eau de granite noir placé entre deux tours faites en briques de verre. Les tours, qui mesurent plus de 15 mètres de haut, sont constituées chacune d'un écran composé de diodes électroluminescentes (LED) qui permettent d'afficher des vidéos numériques. La construction et la conception de la Crown Fountain ont couté environ 17 millions de dollars,. Lorsque le temps le permet, la fontaine est ouverte de mai à octobre, l'eau jaillissant des deux tours en cascade intermittente à travers une buse placée sur la façade de chaque tour. 
Les habitants de Chicago et les critiques ont fait l'éloge de la fontaine pour son caractère artistique et divertissant,. Cette œuvre monumentale met en évidence l'un des thèmes souvent développés par Plensa, le dualisme qui se manifeste dans cette fontaine par la lumière et l'eau, ainsi que l'apport technologique de la vidéo. L'utilisation qui est faite de l'eau est unique par rapport aux nombreuses fontaines de Chicago, en ce sens qu'elle favorise l'interaction physique entre le public et l'eau.
La Crown Fountain a sans aucun doute été la plus controversée des œuvres exposées au Millennium Park. Avant même sa construction, certaines personnes se plaignaient et craignaient déjà que la hauteur de la sculpture viole la tradition esthétique du parc. Après la construction, des caméras de vidéosurveillance ont été installées au sommet de la fontaine mais, face au mécontentement public, elles furent rapidement retirées. Toutefois, la fontaine a survécu à ces débuts quelque peu controversés et elle a fini par trouver sa place dans la culture populaire de Chicago. Elle est devenue un sujet prisé par les photographes et un lieu de rassemblement habituel.
En outre, si certaines des vidéos diffusées sur les tours représentent des paysages, l'attention s'est rapidement concentrée sur les clips vidéo montrant des visages d'habitants de Chicago, avec l'espoir pour les visiteurs de la fontaine de se voir apparaître sur l'un des deux écrans des tours. Au fil du temps, la fontaine est devenue un terrain de jeu public qui attire les visiteurs notamment l'été où certains viennent s'y rafraichir.

## Conception
| Crown Fountain Michigan Avenue Cloud Gate AT&T Plaza Pavillon · Jay Pritzker Harris Theater Passerelle BP Lurie Garden |

La fontaine se situe en plein centre-ville de Chicago. Plus précisément, elle se trouve à l'est de Michigan Avenue et du District historique de Michigan Boulevard, au nord de Monroe Street et de l'Art Institute of Chicago (Institut d'art de Chicago), et au sud de Madison Street. En regardant au nord de la fontaine, les visiteurs aperçoivent quelques-uns des plus hauts gratte-ciel des États-Unis (l'Aon Center, le Two Prudential Plaza, le Blue Cross Blue Shield Tower ou encore l'Aqua Building).
Jusqu'en 1997, Grant Park, qui se trouve entre le lac Michigan et le secteur du Loop (le quartier d'affaires de la ville, dans la partie centrale de Downtown Chicago), était dans son coin nord-ouest un vaste parking et des dépôts ferroviaires de l'ancienne compagnie de chemin de fer Illinois Central Railroad. Cet emplacement fut mis à la disposition de la ville au début de l'année 1997 pour la construction du Millennium Park qui est conçu entre 1999 et 2004 pour célébrer le nouveau millénaire en mettant à l'honneur des architectes, artistes, designers, paysagistes et urbanistes connus dans le monde entier.
Parmi les projets phares du parc, ce fut celui de la Crown Fountain, une fontaine interactive constituée de deux tours de verre de 15 mètres de hauteur sur lesquelles est projetée une collection de 1 000 photos de citoyens de Chicago. L’œuvre urbaine reprend le concept des gargouilles par la projection d’un jet d’eau à partir de la bouche des visages projetés sur les tours. La famille Crown, qui donna son nom à la fontaine, fit don de 10 millions de dollars sur les 17 millions que coûta la conception et la construction de l'ouvrage. La famille Goodman, célèbre pour avoir fondé le théâtre Goodman de Chicago, fut également un contributeur important. Il faut noter que l'intégralité des 17 millions de dollars provenaient de donateurs privés. Au début du projet, il était prévu un budget de 15 millions de dollars.

### Sélection des artistes
En décembre 1999, le milliardaire Lester Crown et sa famille acceptent de sponsoriser la construction d'un élément architectural et décoratif dans le Millennium Park. Contrairement aux autres sponsors, la famille Crown a agi indépendamment des officiels responsables du Millennium Park. Elle a mené des recherches indépendantes sur les technologies aquatiques, organisé son propre concours informel et est restée active durant la conception et le développement technologique du projet.   
Les Crown étaient ouverts d'esprit concernant le choix des artistes. Désirant une œuvre moderne, ils ont sollicité des artistes et architectes pour qu'ils fassent des propositions. C'est ainsi que Jaume Plensa s'intéressa au projet. Plensa, qui avait étudié l'anthropomorphisme dans l'imagerie des fontaines ainsi que les traditions et l'histoire des fontaines, présenta plusieurs idées. Ses premières propositions faisaient référence à la Buckingham Fountain, mais elles furent rapidement abandonnées. Il commença la présentation de son projet à la famille Crown par une projection de diapositives de fontaines datant du Moyen Âge jusqu'au XXe siècle, en se focalisant sur le sens philosophique des fontaines, leur histoire et leur utilisation dans l'art.
Les autres finalistes du concours organisé par les Crown étaient Maya Lin, qui présenta un projet horizontal de faible hauteur, et Robert Venturi qui présenta une fontaine qui aurait atteint 46 mètres de haut. En janvier 2000, c'est finalement Plensa qui remporte le concours pour construire la fontaine, face à Lin et Venturi.

### Conception artistique

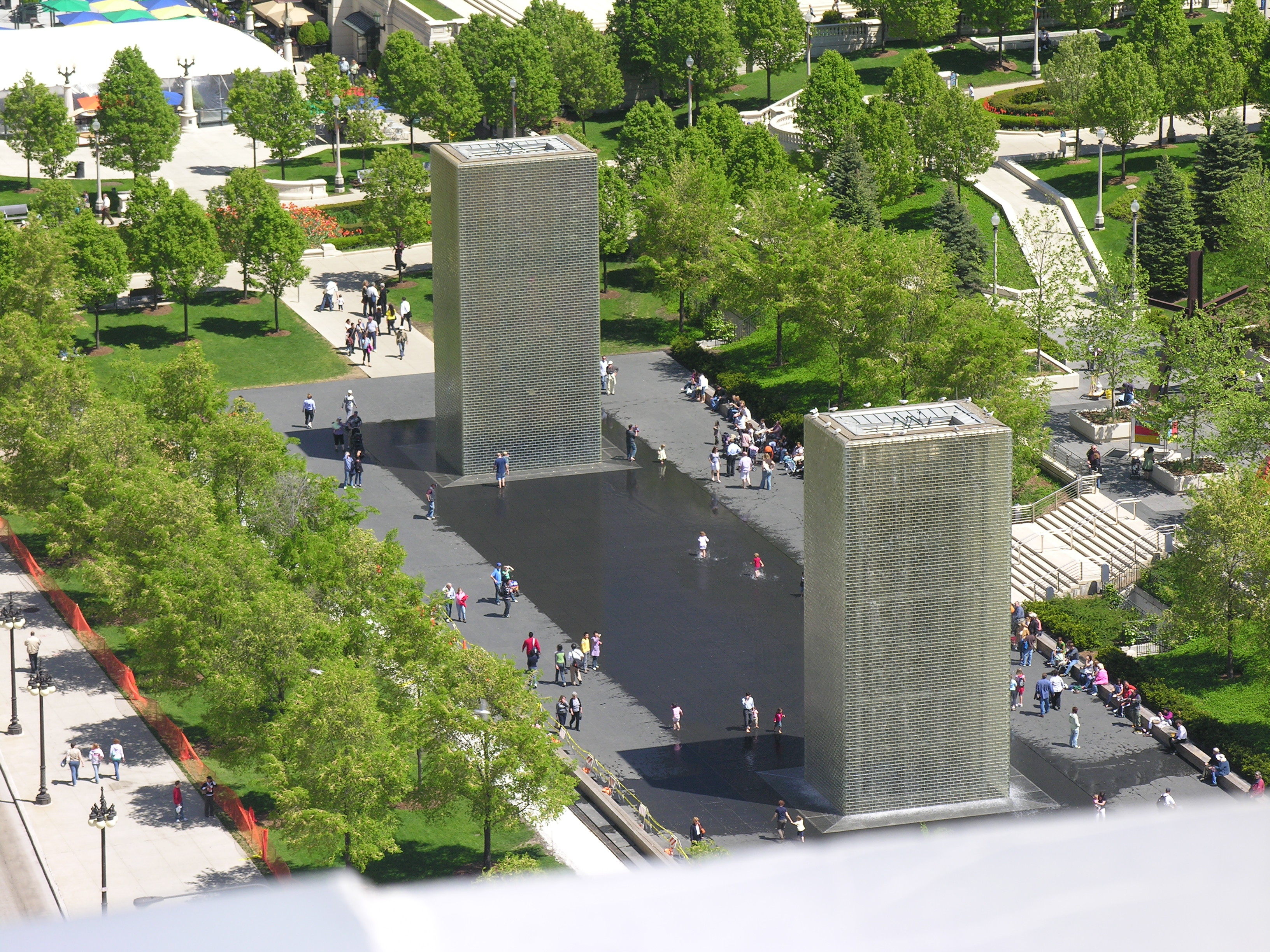
Les deux tours de 15 m représentent le thème du dualisme cher à Plensa.

Avant la Crown Fountain, le thème dominant dans le travail de Plensa était le dualisme, qu'il avait étendu aux œuvres d'art dans lesquelles les spectateurs sont à l'extérieur alors que le sujet artistique est à l'intérieur de récipients ou d'espaces creux. Dans les années 1990, il réalisa plusieurs sculptures en plein air dans lesquelles il explorait l'utilisation de la lumière (The Star of David en 1998 dans le parc Raoul Wallenberg de Stockholm, Bridge of Light en 1998 à Jérusalem), mais aussi la technologie des LED, de la vidéo et du dessin assisté par ordinateur (Gläserne Seele & Mr. Net à Brandebourg en 1999-2000).
Dans ses créations artistiques, Plensa cherche généralement à impliquer les spectateurs dans l'œuvre elle-même. C'est ce qu'il a voulu faire avec la création de la Crown Fountain. Son objectif était de créer une fontaine interactive et ancrée dans son temps afin de célébrer l'arrivée du XXIe siècle. Dans la mesure où l'eau est au centre d'une fontaine et que Chicago, en particulier le Millennium Park, est fortement influencé par l'eau à proximité, Plensa a cherché à créer une œuvre éternelle autour de l'eau en s'inspirant de la nature environnante. En raison des conditions climatologiques de Chicago parfois difficiles, Plensa dut créer une fontaine qui resterait dynamique même lorsque l'eau ne coulerait pas, et il s'est donc inspiré de son expérience sur le thème de la lumière et son utilisation de la technologie numérique.
Avec la Crown Fountain Plensa a exploré le dualisme en projetant des visages sur les écrans des deux tours qui se font face, comme si deux personnes « conversaient ». Il imaginait qu'en utilisant ce système, il pouvait représenter la diversité de la ville tant du point de vue ethnique que de l'âge des habitants. Il cherchait ainsi à réaliser un portrait de l'évolution socioculturelle de la ville en diffusant des images.
Plensa considérait que le défi pour réussir un ouvrage d'art urbain public était d'intégrer les spectateurs à l'œuvre afin de créer une relation interactive avec l'art. La fontaine est connue pour inciter les visiteurs à s'éclabousser et à glisser dans le bassin, à se bousculer pour se mettre sous le jet d'eau,, ce qui est une forme d'interactivité même si elle ne correspond pas nécessairement à ce qu'imaginait Plensa qui fut surpris de voir la fontaine transformée en un parc aquatique pour enfants pendant les heures d'ouverture. Aujourd'hui, lorsque les services nationaux de météorologie émettent une alerte à la canicule et que le gouverneur de l'Illinois déclare les bâtiments officiels climatisés comme lieu de refuge, la presse nationale oriente également les habitants de la région métropolitaine de Chicago vers la Crown Fountain.

### Réalisation des vidéos

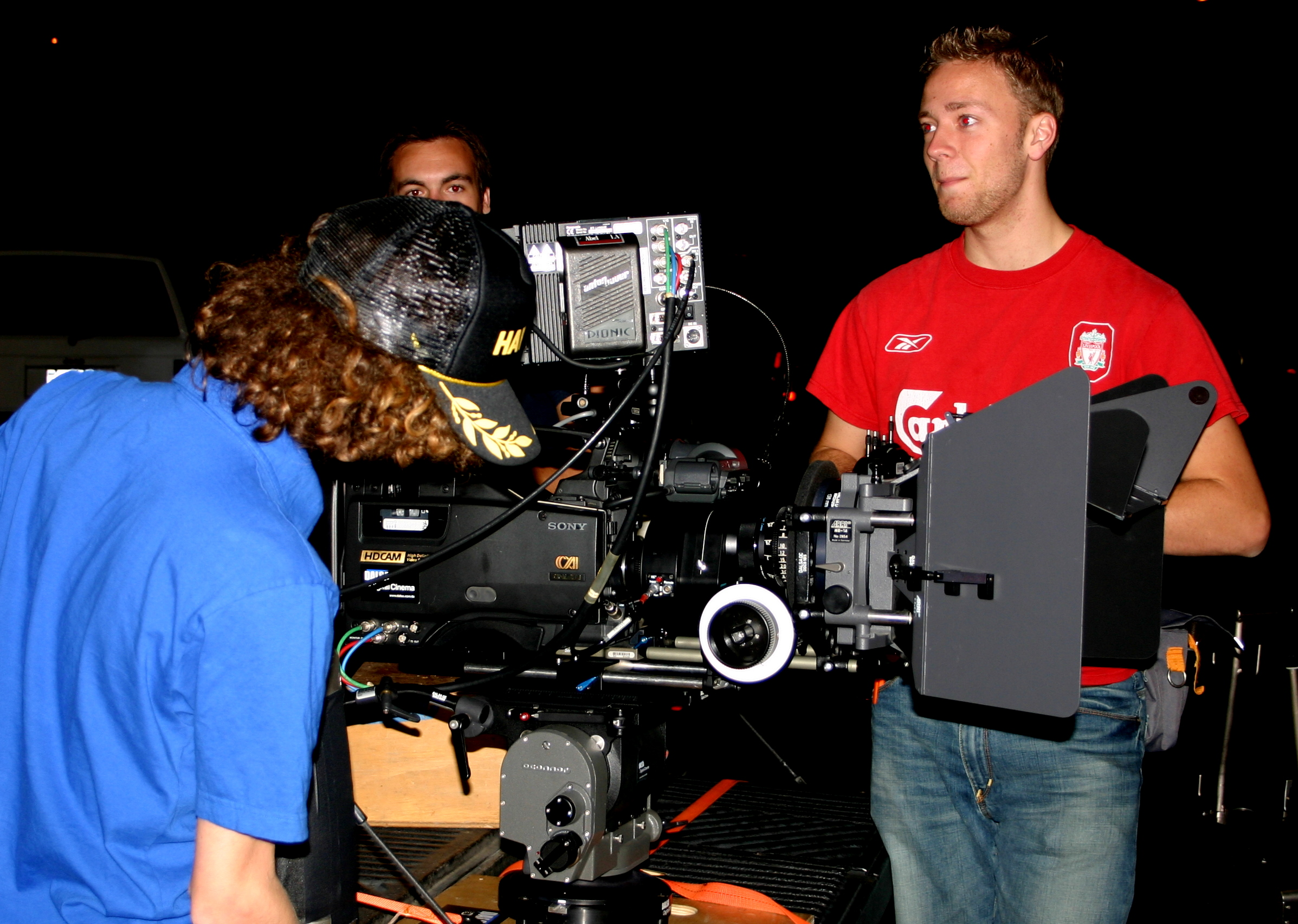
La caméra CineAlta de Sony utilisée pour filmer les vidéos diffusées sur les tours de la Crown Fountain.

Environ 75 organisations sociales, ethniques et religieuses furent sollicitées pour présenter des candidats dont les visages seraient photographiés pour faire partie des vidéos diffusées sur la fontaine. Les personnes sélectionnées venaient essentiellement d'écoles, d'églises ou de groupes communautaires locaux et le tournage débuta en 2001 sur le campus de l'École de l'Art Institute of Chicago. Les étudiants filmèrent leurs sujets avec une caméra numérique haute définition coûtant 100 000 $, le même modèle que celle utilisée pour la production des trois Star Wars les plus récents Environ vingt étudiants de l'école des beaux-arts participèrent à ce qui devint un cours informel de Maîtrise en arts. Des enseignants du Columbia College of Chicago participèrent également à la réalisation des vidéos. 
L'utilisation d'un matériel haute-définition était lié à l'ampleur du projet et, dans la mesure où la taille des images dépassait celle d'un écran de cinéma, la caméra devait être tournée sur le côté pendant le tournage. Comme il n'existait pas de trépied conçu pour les caméras ainsi disposées, une chaise réglable de coiffeur ou de dentiste fut utilisée pour minimiser les mouvements des appareils dernier cri utilisés pour les tournages. Néanmoins, dans certains cas, les images ont dû être retouchées numériquement pour simuler correctement le plissement des visages au bon moment. Beaucoup de têtes ont également dû être étirées afin d'obtenir une bouche correctement positionnée au niveau de la buse d'où jaillit la fontaine. En outre, chaque vidéo a été corrigée pour obtenir une couleur, une luminosité, un contraste et une saturation similaire pour l'ensemble des vidéos.
Lors de la diffusion, chaque visage apparaît sur les écrans pendant 5 minutes et une séquence de 40 secondes est diffusée au ralenti (trois fois moins vite). Il y a ensuite une séquence de 15 secondes pendant laquelle la bouche apparaît grimaçante. Puis, durant 30 secondes, la fontaine se met à couler laissant penser que l'eau sort de la bouche, comme une gargouille. Enfin, l'eau cesse de jaillir, le visage apparaît souriant pendant 15 secondes. Sur les 1 051 visages filmés à l'origine, 960 vidéos ont pu être utilisées pour le projet. Il était prévu au début du projet que de nouvelles vidéos seraient réalisées régulièrement mais, depuis 2009, aucune vidéo supplémentaire n'est prévue.

## Construction et ingénierie
Deux agences d'architecture refusèrent de prendre en charge le projet de Plensa afin d'en faire une réalité. Finalement, la société Krueck & Sexton Architects accepta. Le bassin en granite noir de la fontaine mesure 15 m sur 71 m et est d'une profondeur d'environ 0,6 cm. Les vidéos sont diffusées sur deux écrans diodes électroluminescentes (LED), chacun étant intégré dans une tour faite en briques de verre de 15,2 m de haut sur 7 m de largeur pour le façade et 4,9 m de côté. L'architecte conçut une armature en T en acier inoxydable à la fois pour supporter la charge des murs et pour résister aux forces des vents latéraux. La charpente supporte tous les pavés de verre et transfère la charge sur une base structurée en zigzag. Des tiges en acier de 13 mm de diamètre sont ancrées à la structure et se prolongent dans l'armature afin d'assurer la stabilité latérale, et des équerres triangulaires renforcent l'ensemble.

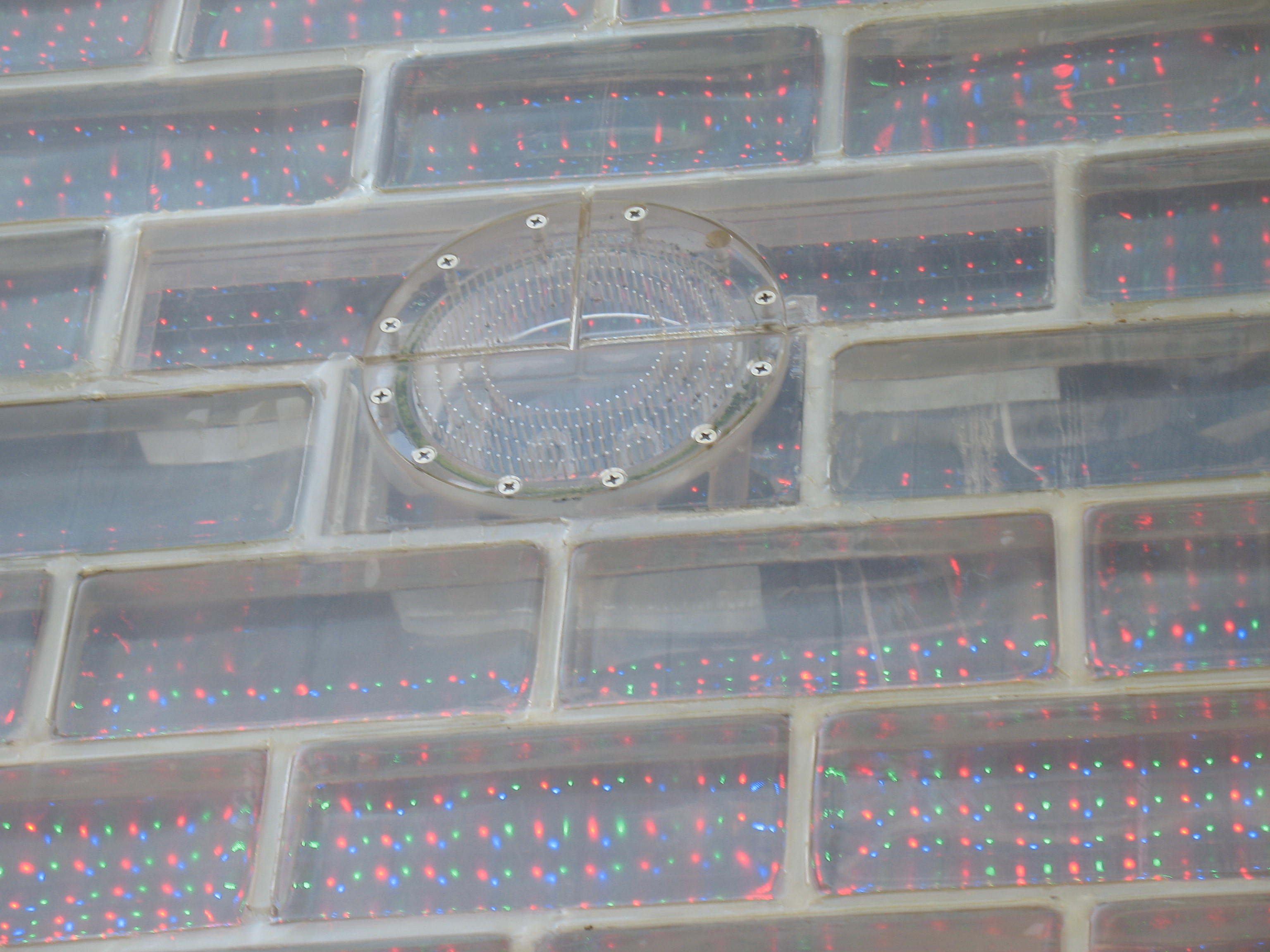
Au milieu des pavés de verre, on aperçoit la buse d'où jaillit l'eau de la fontaine.

Après consultation de plusieurs sociétés de fabrication de verre, l'entreprise L. E. Smith Glass a été sélectionnée pour produire 22 500  pavés de verre. Le procédé de fabrication consistait à utiliser du sable et du carbonate de soude chauffé à une température de 1 430 °C, le verre fondu étant ensuite recueilli dans une boule d'argile ressemblant à une espèce de grande louche à miel. Ce moule était ensuite recuit à 593 °C avant d'être refroidi. Au cours des quatre mois de production, environ 350 pavés de verre était fabriqués par jour.
Les pavés de verre étaient fabriqués sur mesure dans une usine de Mount Pleasant en Pennsylvanie, haut lieu de la sidérurgie mondiale, et étaient assemblés en petites sections qui étaient ensuite expédiées en camion vers la région métropolitaine de Pittsburgh. Après avoir subi un traitement permettant d'éliminer la teinte verte naturellement produite par la présence fer, le verre obtenu était blanc ce qui présente l'avantage de donner une clarté accrue aux images, mais est beaucoup plus salissant. Chaque bloc mesure 13 cm × 25 cm × 5,1 cm, avec un verre suffisamment mince pour éviter toute distorsion des images. Sur chaque bloc, l'une des six faces est polie.
La structure des pavés était un défi. Au début, l'équipe de conception a envisagé de recourir à des blocs en plastique, jusqu'à ce qu'elle découvre la société Circle-Redmont Inc, une entreprise de panneaux de verre préfabriqués de Melbourne en Floride qui fabrique les grilles métalliques du métro de New York. Circle-Redmont a fabriqué des grilles mesurant chacune 1,5 m de hauteur pour 4,9 m sur 7,0 m de largeur et pouvant accueillir 250 pavés de verre. Les deux tours comportent chacune 44 grilles empilées et soudées. La combinaison entre la réfraction du verre et la finesse du métal rend les grilles invisibles.
La fontaine utilise 50 000 litres d'eau par heure, dont 97 % est recyclé dans le système. Parvenir à faire jaillir l'eau au milieu de la façade en verre demanda de l'ingéniosité. L'une des solutions aurait été d'enlever un pavé de verre pour y installer la buse mais cela aurait créé un espace vide au milieu des images, comme une dent manquante au milieu d'un sourire. Pour contourner cette difficulté technique, un pavé de verre dans chacune des tours est placé en retrait d'environ 15 cm pour permettre l'installation d'une buse de 2,5 cm reliée à un tuyau transparent. L'eau s'écoule régulièrement le long des côtés des tours et de façon intermittente elle jaillit des buses. Deux installations essentielles contribuent à la vision artistique de la fontaine : un pavé de verre situé sur le bord supérieur permet de guider l'écoulement de l'eau tout en restant discret, et une buse en plastique montée sur un châssis en acier inoxydable pour contrôler le débit de l'eau et ainsi éviter que le jet d'eau ne puisse blesser des visiteurs. En effet, ce sont généralement des enfants qui jouent sous les trombes d'eau ou sous la cascade et le risque que l'eau blesse quelqu'un nécessita de résoudre un défi non seulement technique mais aussi juridique.

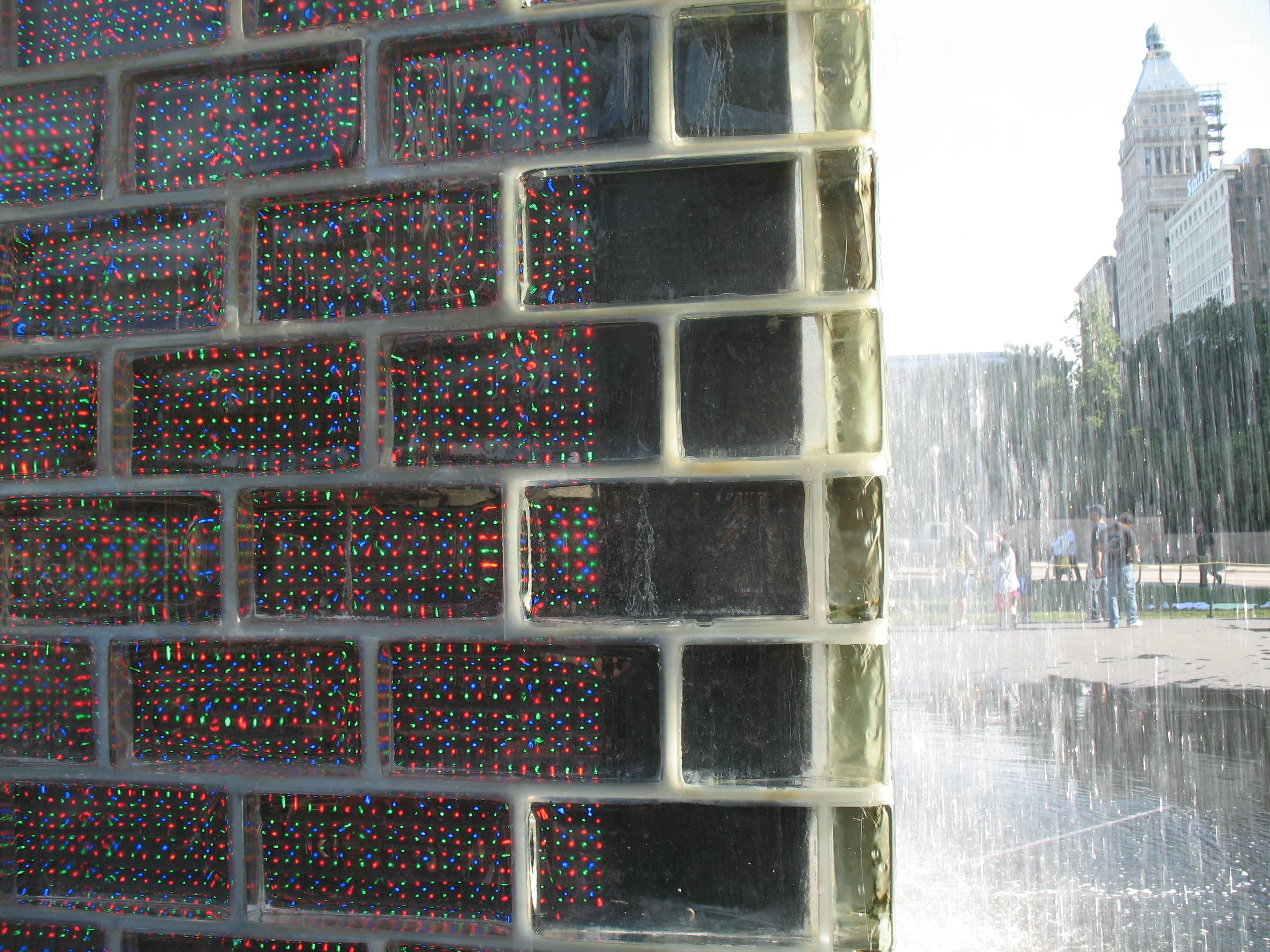
Les lampes à diodes électroluminescentes de la Crown Fountain.

La fontaine comporte plus d'un million de diodes électroluminescentes (LED). La surface intérieure de chaque tour compte 147 écrans plus petits avec un total de 264 480 groupes de LED, chacun ayant deux LED rouges, une bleue et deux vertes. Les contraintes des écrans LED, en particulier des ampoules longue durée rouges, vertes et bleues et les exigences des circuits électroniques ont amené à relever trois défis majeurs : soutenir la structure physique, lutter contre l'accumulation de chaleur et optimiser la sensibilité des écrans. Plensa, qui avait déjà utilisé des LED sur des projets antérieurs, bénéficiait d'une certaine expérience en la matière. La structure du dispositif des diodes n'est pas constitué d'un seul mur qui mesurerait 15 m de haut, mais plutôt de plusieurs bandes horizontales visibles si l'on s'approche à suffisamment près. La chaleur émise est traitée grâce à des ventilateurs qui refroidissent l'air à la base, cet air frais faisant ensuite son chemin à travers une cheminée jusqu'au sommet de la tour. Enfin, pour assurer une perception optimale des images, Plensa utilisa des LED de 5,1 cm placées derrière les pavés de verre.
La décision de choisir des LED avait été essentiellement dictée par le fait qu'il s'agissait de la solution nécessitant le moins d'entretien. Les diodes sont intégrées dans un circuit électrique, provoquant l'illumination par le mouvement des électrons dans les matériaux semi-conducteurs, ce qui signifie que, contrairement à une lampe à incandescence comportant un filament à haute température, la lampe à diode électroluminescente n'est jamais très chaude. D'ailleurs, pour limiter au maximum les dégagements de chaleur, chaque ampoule est protégée par une petite ailette afin de la protéger des rayons du soleil.

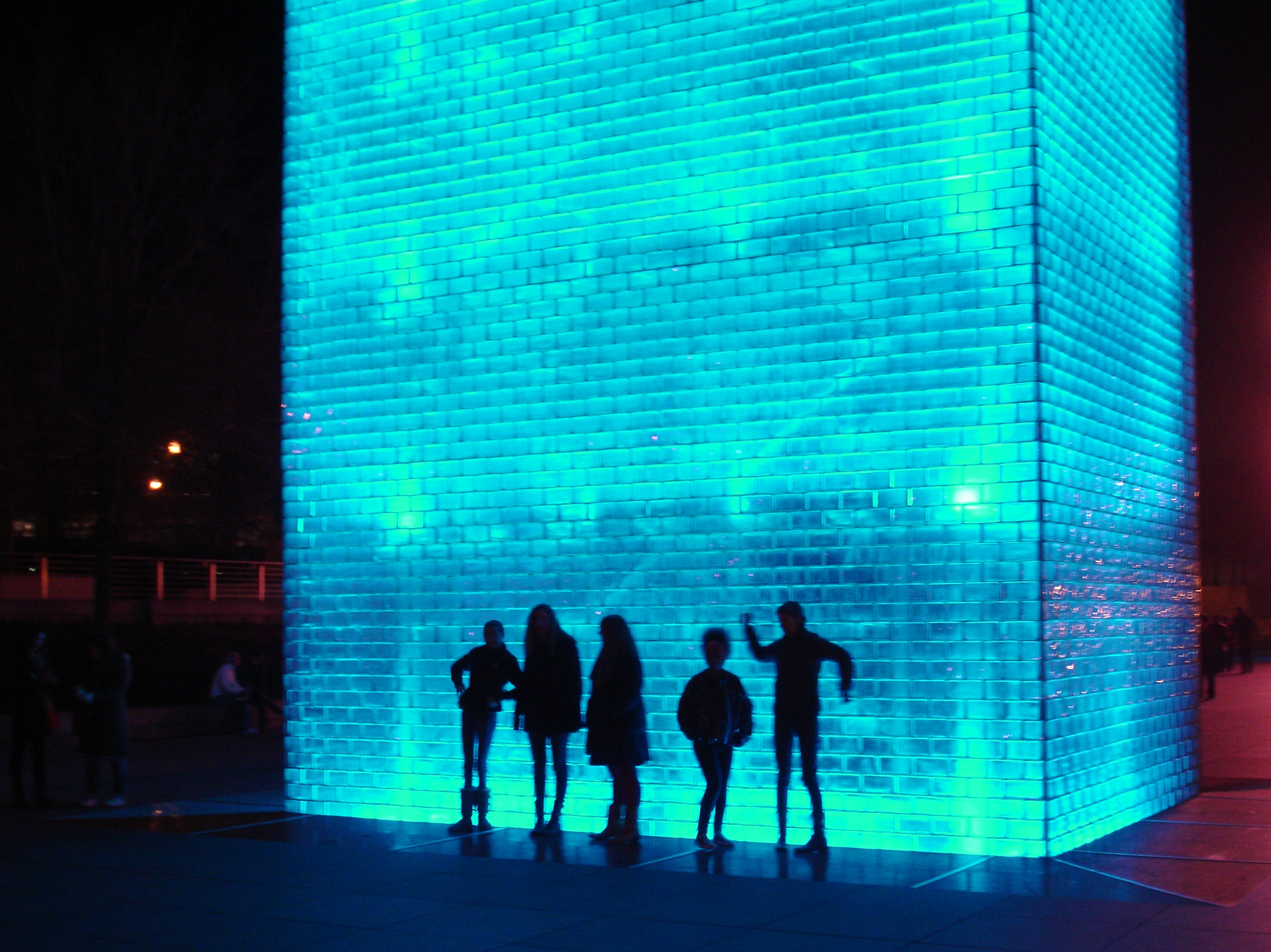
Silhouettes de visiteurs.

Le bassin de 875,4 m2 est composé de pavés carrés de 91 cm de côté qui pèsent chacun 110 kg. Les pavés ont été posés sur des socles maintenus pas un vérin à vis afin d'être parfaitement à niveau et calés pour que le système hydraulique fonctionne et que les nombreux capteurs intégrés à la fontaine puissent correctement réguler le débit et le niveau d'eau.
Durant les travaux de construction, le parking souterrain resta ouvert. Un autre défi consistait à concevoir la structure de manière à faciliter l'accès à l'intérieur de l'édifice pour l'entretien et les réparations, tout en s'adaptant aux deux niveaux de parking souterrain situés au-dessous. La solution technique mise en œuvre permet de supprimer des pavés de verre individuellement pour les nettoyer ou les réparer sans interrompre la diffusion des images. En outre, l'air est filtré à l'intérieur des tours pour minimiser le nettoyage. La conception de la Crown Fountain comprenait non seulement un accès intérieur pour les réparations techniques, mais est aussi un modèle exemplaire d'accessibilité aux personnes handicapées afin que l'interactivité recherchée par Plensa ne se limite pas aux seules personnes valides.

## Inauguration et exploitation

### L'inauguration
Le 18 mai 2004, la construction de la sculpture était achevée, prête à subir des tests avant de faire fonctionner la fontaine elle-même. Au départ, Plensa avait prévu que chaque visage apparaisse sur les écrans pendant 13 minutes. Finalement, les professeurs de l'École de l'Art Institute of Chicago sont parvenus à le convaincre de n'utiliser que cinq minutes de vidéos.
L'inauguration publique de la Crown Fountain a eu lieu entre les 16 et 18 juillet 2004, pendant les grandes célébrations de l'ouverture du Millennium Park qui était sponsorisé par la holding JPMorgan Chase. Au moment de l'inauguration, la Crown Fountain, comme la Cloud Gate située à proximité, n'était pas totalement achevée puisque seules 300 vidéos étaient prêtes à être diffusées au public. L'ouvrage a été officiellement inauguré le 24 juillet 2004, à l'occasion d'une fête spécialement organisée pour la collecte de fonds privés et qui a rapporté 3 millions de dollars pour le fonds de protection du Millennium Park.

### L'exploitation de l'ouvrage
Le centre de contrôle, qui permet la synchronisation des images, du débit d'eau, de l'éclairage et de l'intensité des  couleurs, est situé au-dessous de l'une des tours, dans une salle qui mesure 51 m2. La pièce abrite les serveurs et les disques durs contenant les vidéos haute définition des visages. Généralement, les programmes informatiques gèrent automatiquement des tâches telles que déterminer le moment où le visage doit sourire et, si les conditions météorologiques le permettent, l'allumage et l'extinction du jet d'eau. Le choix avait été fait d'utiliser des images de faible résolution car cela est à la fois moins coûteux et permet un affichage de meilleure qualité pour le téléspectateur moyen.
Un système centralisateur fourni par la société Barco sélectionne une à une les séquences vidéos des visages et détermine de manière aléatoire l'une des huit couleurs des LED servant à éclairer les tours. La nuit, le système contrôle les projecteurs qui illuminent la cascade d'eau. La salle de contrôle s'étend sur une superficie égale à 26 places de parking, ce qui correspond à une perte sèche pour la ville d'environ 100 000 dollars par an.

#### Sculpture numérique

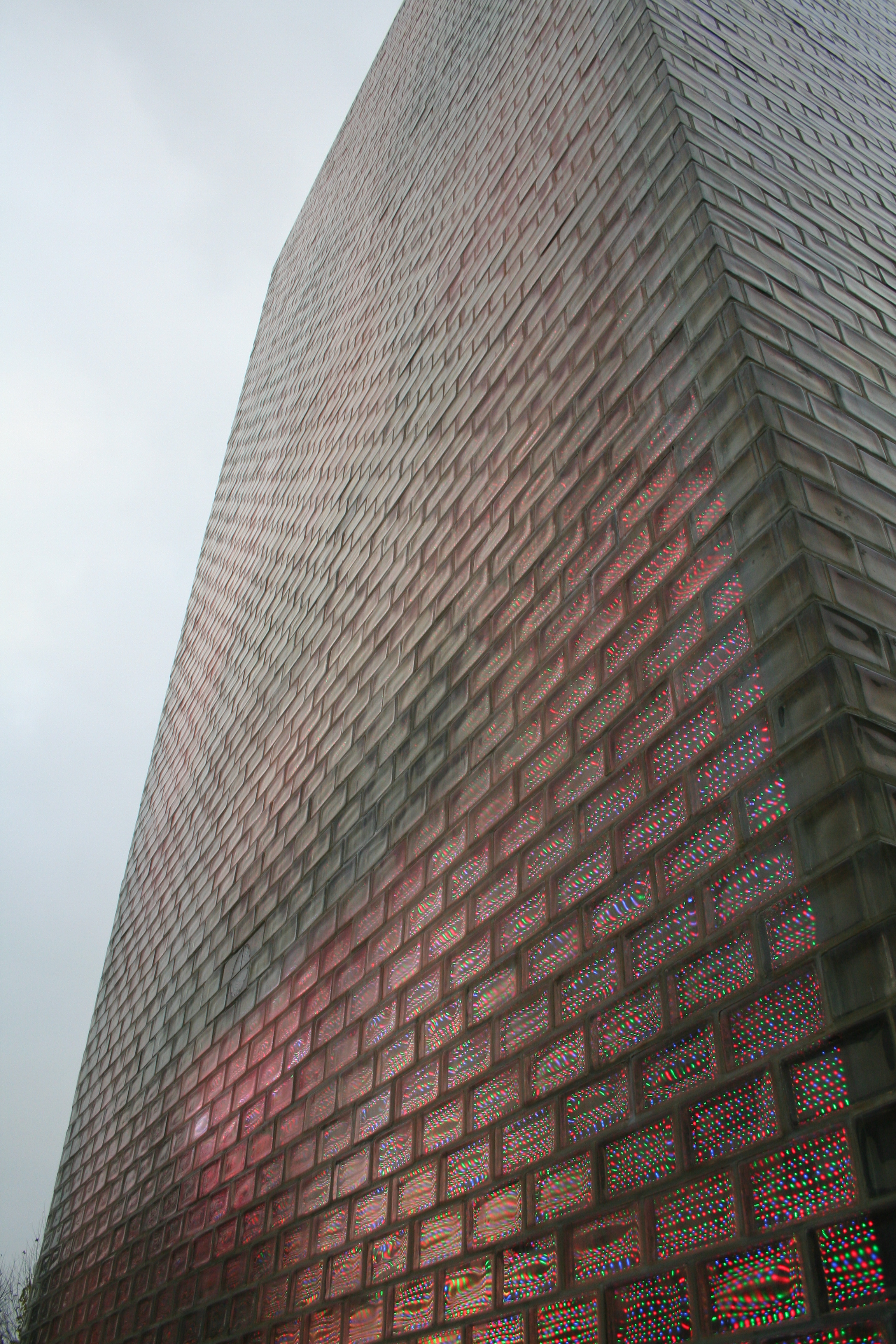
Détails de la façade.

La façade avant de chaque tour est continuellement animée par des images numériques ou des jeux de lumière. Bien que les écrans affichent périodiquement sur les tours des séquences de paysages telles que des cascades, les images les plus intrigantes sont sans aucun doute celles des visages des habitants de Chicago. Environ 1 000 visages sont affichés selon une séquence aléatoire déterminée par le système informatique.
En été, chaque visage est affiché pendant cinq minutes, avec une brève période d'interruption entre chaque vidéo au cours de laquelle la sculpture n'est pas éclairée. Ce sont donc 12 visages au plus qui apparaissent en une heure. En revanche, pendant l'hiver, le jet d'eau ne fonctionnant pas, les séquences vidéos ne durent que 4 minutes puisque les passages pendant lesquels le visage sourit au moment où l'eau jaillit sont supprimés. Si tous les visages apparaissaient de manière consécutive, et non aléatoirement, ils seraient projetés environ une fois tous les huit jours.
L'eau jaillissant des tours semble couler de la bouche des personnages apparaissant sur les écrans et elle sort d'une buse de 15 cm située au centre de la face intérieure des tours à 3,7 m au-dessus du miroir d'eau. Les images sont diffusées toute l'année, chaque jour, alors que la fontaine elle-même fonctionne environ du début mai à la fin octobre, lorsque le temps le permet.
Trois faces de chacune des tours sont illuminées de l'intérieur par approximativement 70 LEDs de couleur, le troisième côté accueillant les écrans. La nuit, certaines vidéos sont remplacées par des images de paysages naturels ou bien par une couleur. La nuit toujours, les trois autres côtés de la fontaine sont illuminées de couleurs changeantes.

#### La fontaine
Le bassin de la Crown Fountain comporte deux fentes et une grille pour drainer environ 44 litres d'eau par minute. Lorsque les vidéos ne sont pas diffusées sur la tour, l'eau coule en cascades le long de chacune des façades de granite noir. L'eau est filtrée, pompée et recircule à travers la fontaine. Des pompes situées sous chaque tour puisent l'eau dans un réservoir placé sous le bassin. Il y a 12 pompes mécaniques qui sont contrôlées à partir de salle de contrôle située sous la tour sud de la fontaine. L'eau dans la piscine réfléchissante a une profondeur d'environ 0,33 millimètres (0,013 in) et crée l'illusion que ses participants marchent sur l'eau. Les jeux d'eau de la fontaine fonctionnent pendant l'année entre la mi-printemps et la mi-automne, tandis que les images restent visibles toute l'année.

## Controverses

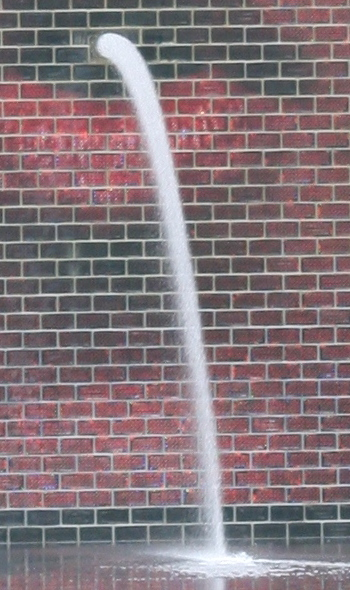
Le jet de la fontaine.

Avant que la fontaine soit achevée en 2004, le président de l'Art Institute of Chicago (Institut d'art de Chicago), James Wood, estimait que les tours seraient trop grandes et d'autres responsables communautaires considéraient que la hauteur et l'ampleur du projet étaient le résultat d'une compétition visant uniquement à surpasser les autres parcs de la ville.
D'autres ouvrages avaient fait l'objet de telles contestations et critiques par le passé, comme le Grant Park qui fut finalement protégé en 1836 par une loi et par quatre décisions de la Cour suprême de l'Illinois. L'homme d'affaires américain Aaron Montgomery Ward avait à deux reprises poursuivi la ville de Chicago dans les années 1890 pour la contraindre à démolir les bâtiments et immeubles du Grant Park, et l'empêcher d'en construire de nouveaux. Ces procès n'ont pas abouti à une destruction ni une interdiction mais la ville adopta ce que l'on appelle désormais les "restrictions de hauteur de Montgomery Ward" qui imposent une taille maximale aux ouvrages du Grant Park. Pourtant, la Crown Fountain et le pavillon Jay Pritzker, qui atteint 42 m de haut, ont échappé à ses restrictions dans la mesure où ces ouvrages ont été classés comme œuvres d'art et non comme immeuble ou bâtiment.
En novembre 2006, la Crown Fountain a fait l'objet d'une controverse publique lorsque la ville a ajouté des caméras de surveillance au sommet de chaque tour. Financées sur la subvention fédérale de 52 millions de dollars accordée à la région de Chicago par le département de la Sécurité intérieure des États-Unis, les huit nouvelles caméras venaient compléter le système de surveillance couvrant l'ensemble du Millennium Park. 
La ville avait indiqué que ces caméras, similaires à celles utilisées dans toute la ville dans des zones à forte criminalité et à des carrefours, étaient destinées à rester sur les tours pendant plusieurs mois voire en permanence. Les responsables municipaux avaient travaillé sur cette question avec les architectes collaborant avec Plensa qui lui-même n'avait cependant pas été prévenu des intentions de la municipalité. La réaction populaire fut extrêmement négative, des communautés de blogueurs et d'artistes ayant dénoncé ces caméras comme étant non seulement inopportunes mais aussi un élément défigurant l'ouvrage. La ville faisait valoir que la présence des caméras se justifiait d'une part pour des raisons de sécurité, mais aussi parce qu'elles aidaient les responsables du parc à surveiller les ampoules qui auraient grillé. Le Chicago Tribune publia rapidement un article concernant ces caméras ainsi que les réactions publiques qu'elles avaient déclenchées et, dès le lendemain, elles furent démontées.

## Accueil

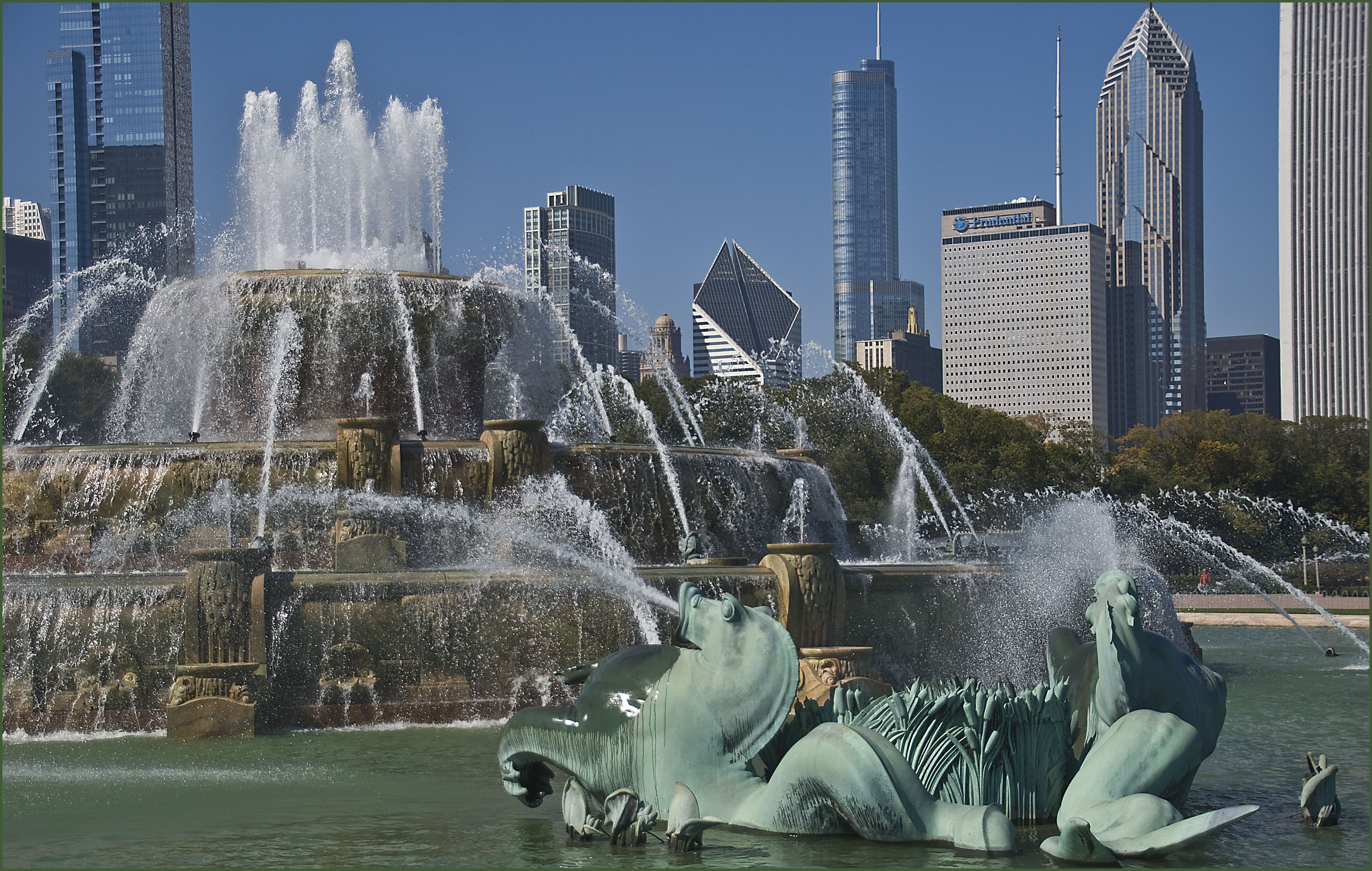
La Buckingham Fountain, dans Grant Park, à Chicago.
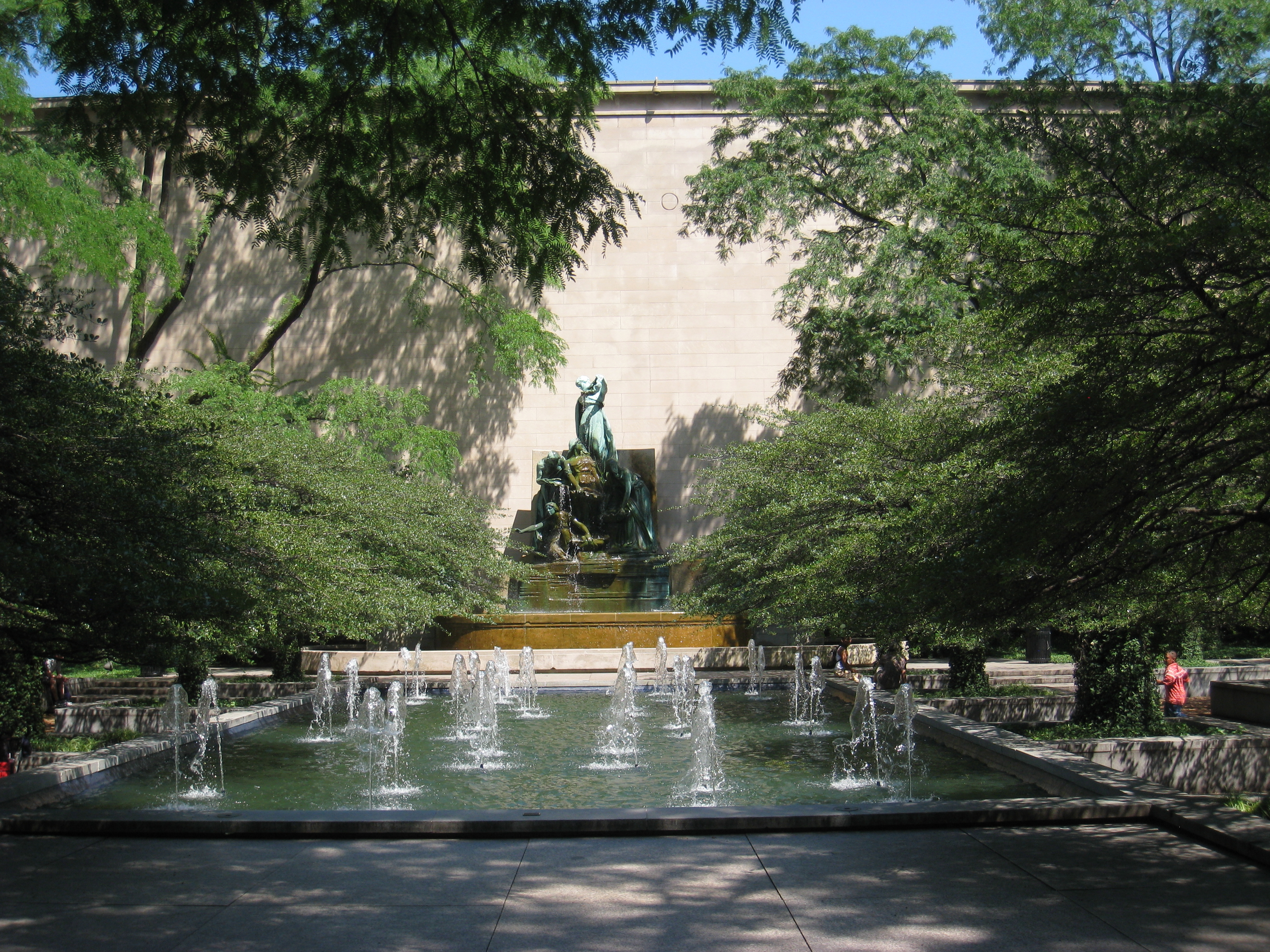
La Fontaine des Grands Lacs, à l'Art Institute of Chicago.
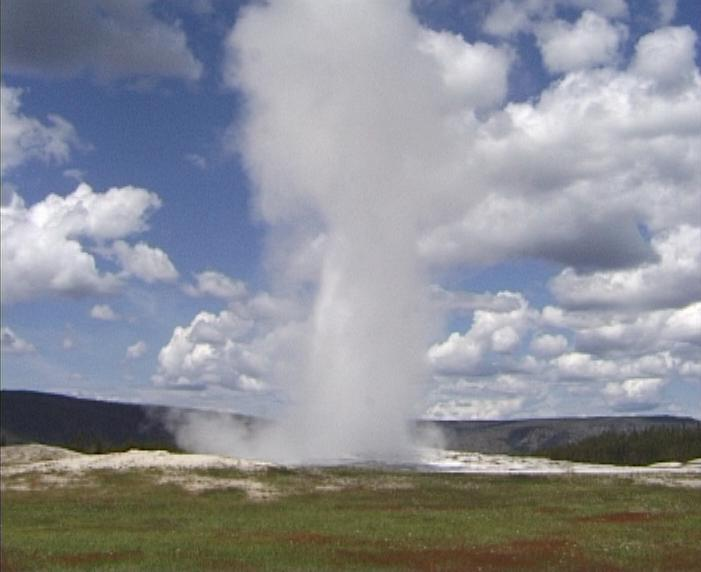
Le geyser d'Old Faithful, dans le parc national de Yellowstone (Wyoming).
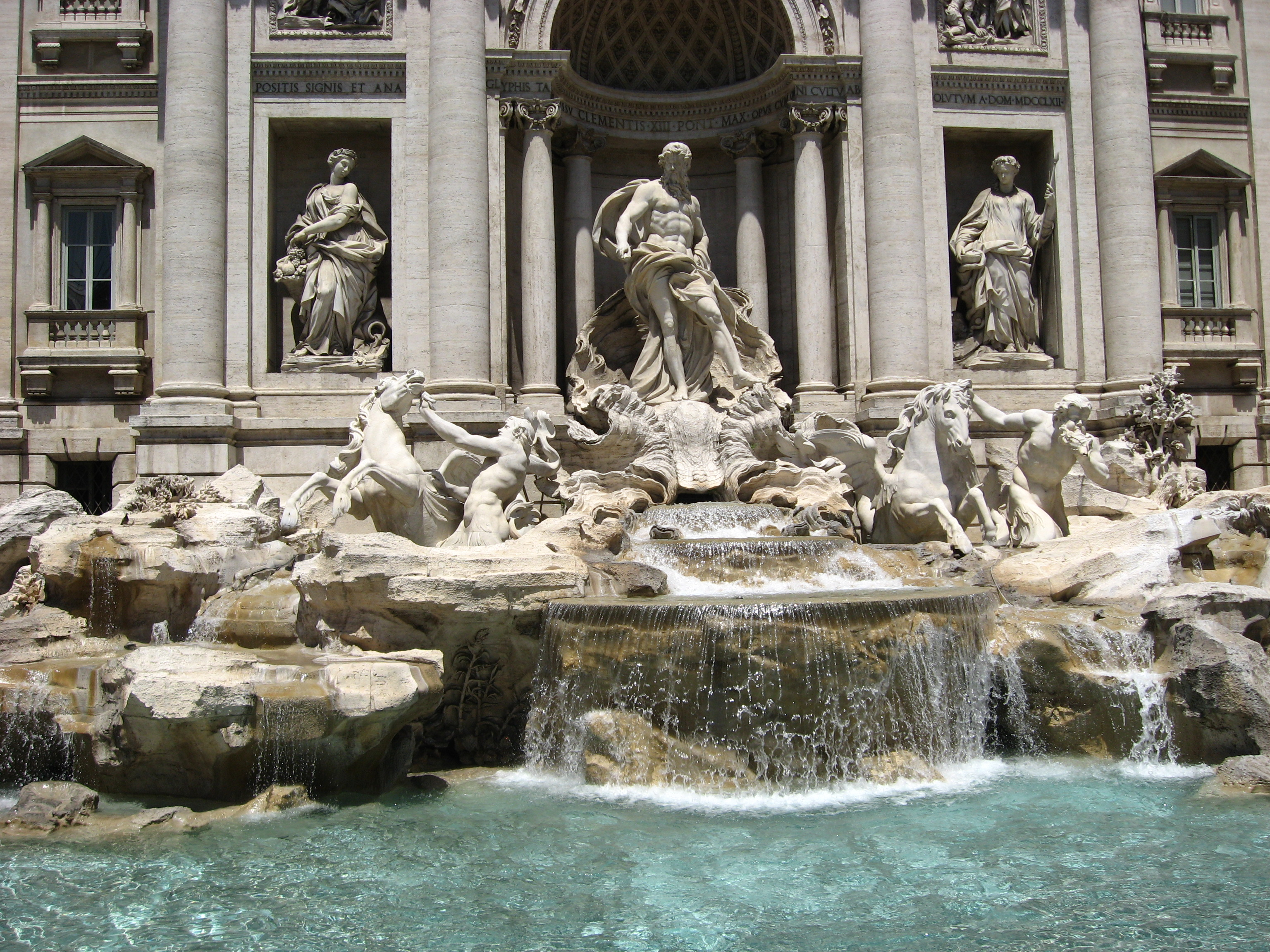
La Fontaine de Trevi, à  Rome (Italie).

La Crown Fountain, la Fontaine de Trevi, la Buckingham Fountain, ou une fontaine naturelle comme le geyser d'Old Faithful, sont autant d'exemples du pouvoir d'attraction de l'eau. La Crown Fountain est sans doute plus interactive que n'importe quelle autre fontaine de Chicago. Ces autres fontaines sont traditionnelles en ce sens qu'elles découragent les spectateurs de s'en approcher et les toucher. Ainsi, la Buckingham Fountain est entourée par une fosse et la Fontaine du temps est encerclée d'une douve. Au contraire, la Crown Fountain est une invitation ouverte à jouer dans l'eau de la fontaine. Par ailleurs, le spectacle des diffusions de vidéos est devenu une partie intégrante de la culture populaire de Chicago. Par exemple, dans les premiers épisodes de la saison 1 de la série Prison Break figuraient des plans de la fontaine.
Le magazine U.S. News & World Report décrivait la fontaine comme un exemple d'ouvrage urbain au regard des parcs existants. Un critique d'architecture du Chicago Tribune expliquait que la fontaine dépeignait parfaitement la modernité de ce parc du XXIe siècle. Dans le Chicago Sun-Times, la fontaine était décrite comme un ouvrage contemporain convivial, accrocheur et de haute technologie. Le New York Times désignait la fontaine comme un "objet d'art extraordinaire". Le guide de voyage Frommer's décrit la fontaine comme étant la plus grande œuvre d'art public. Selon le San Francisco Chronicle cette fontaine est de l'art pour le plaisir de tous. Dans le Financial Times il est fait référence à cet ouvrage comme étant une « techno-fontaine ».
Des magazines ont fait l'éloge des caractéristiques techniques de la Crown Fountain qui a remporté diverses prix. Ainsi, en 2006, le projet a obtenu le Bombay Sapphire Prize pour le travail accompli autour de la conception et la réalisation d'un ouvrage en verre. Les revues critiques furent unanimes dans leurs louanges.
La fontaine est en couverture du livre de l'architecte Philop Jodidio qui décrit Plensa comme un artiste conceptuel ayant créé une œuvre dont les aspects architecturaux sont primordiaux et il explique que son travail participe non seulement à la modernisation du thème de la gargouille mais aussi que les tours font partie intégrante de l'espace urbain et ont obtenu une permanence rare pour l'art contemporain.

## Galerie d'images

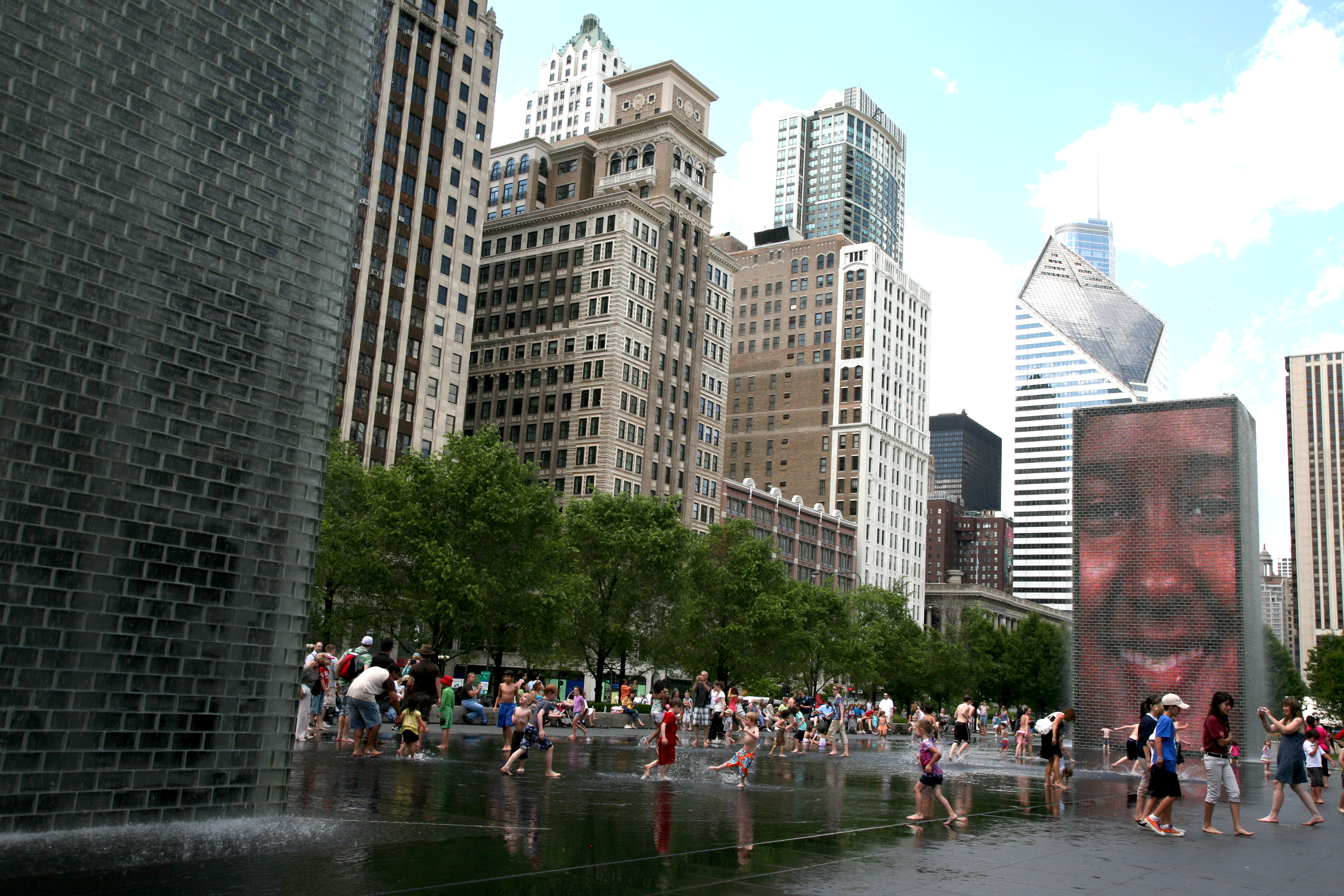
Vue d'ensemble de la fontaine.
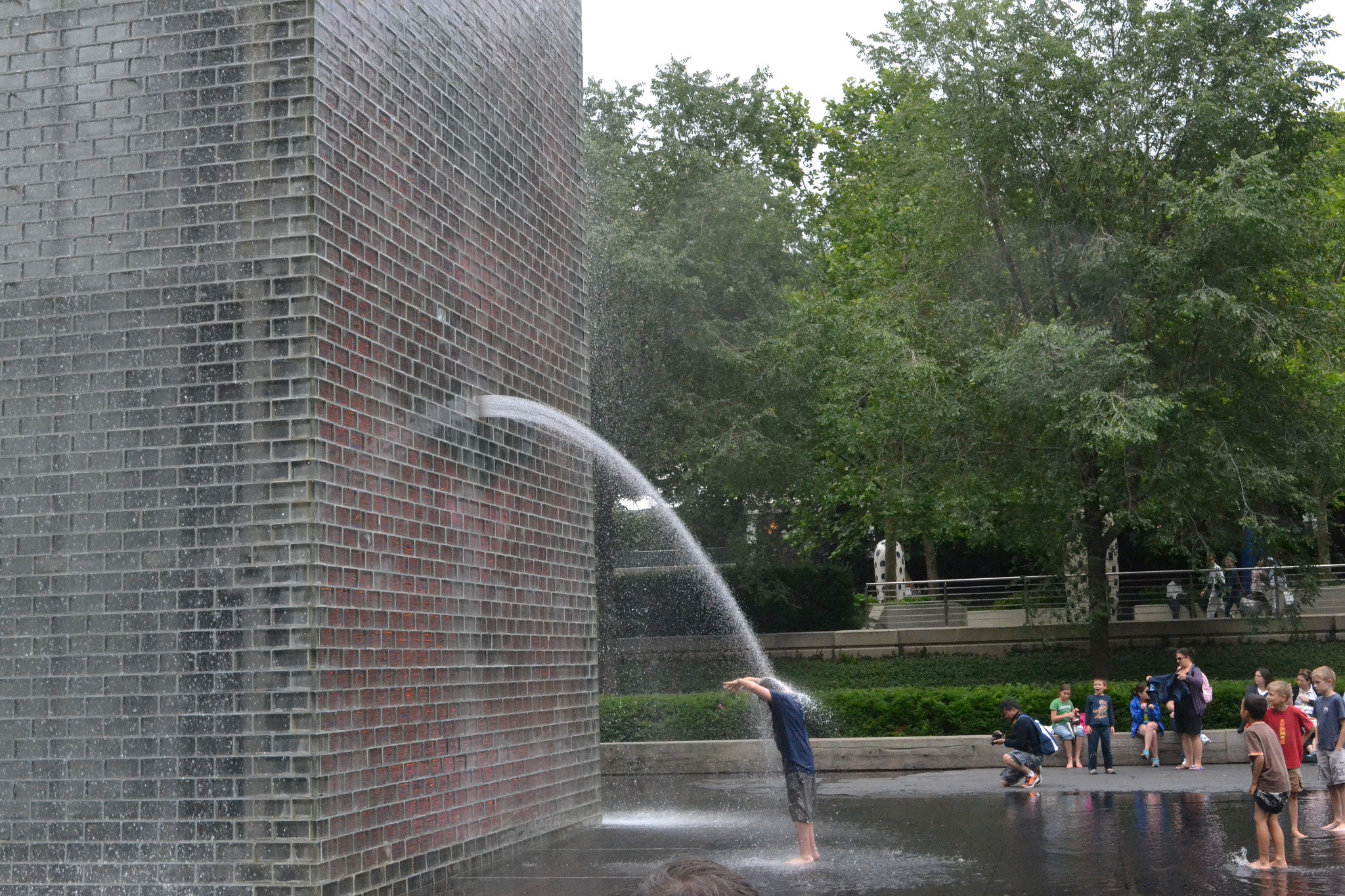
Le jet d'eau constitue l'une des attractions.
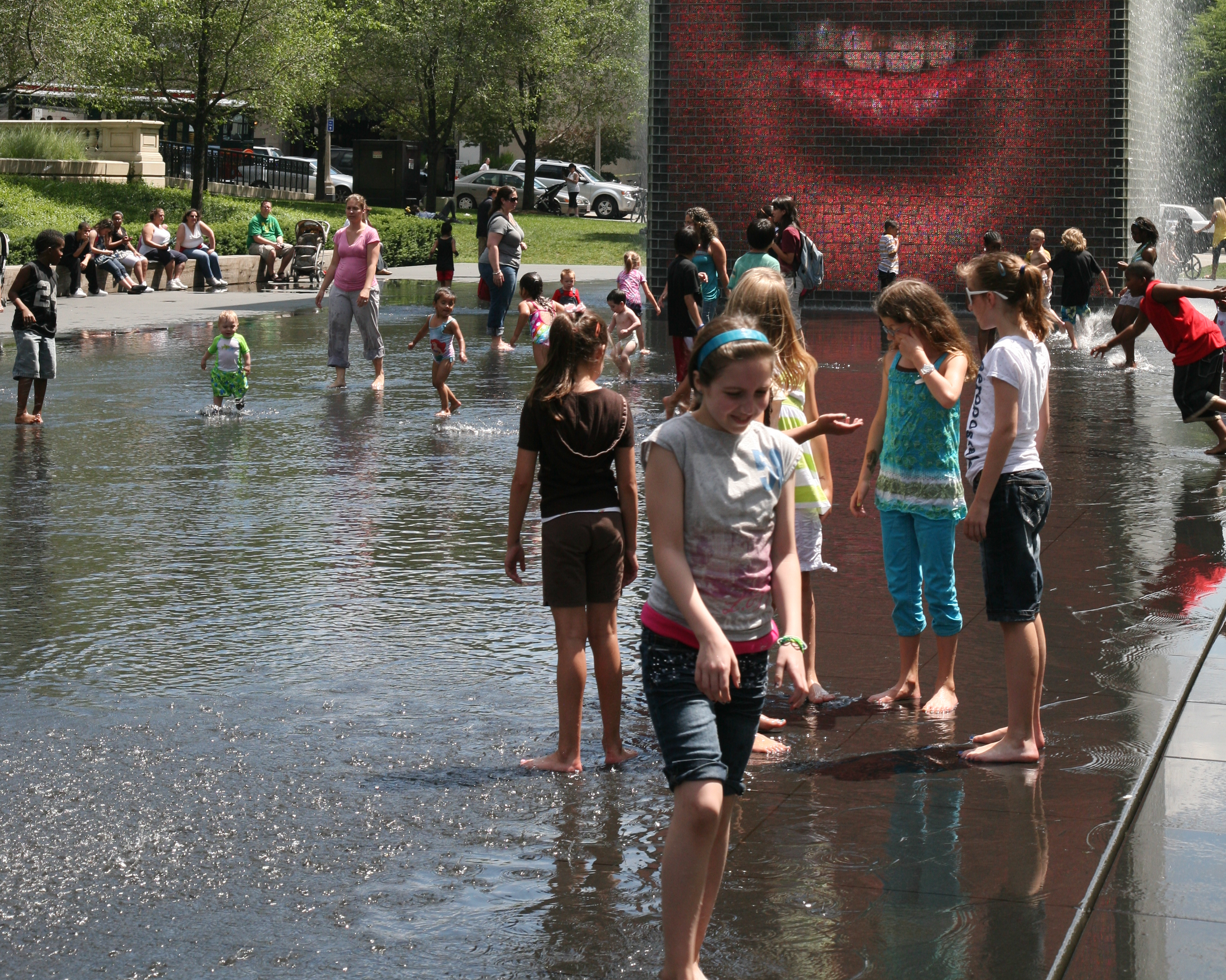
Des enfants profitant du bassin.
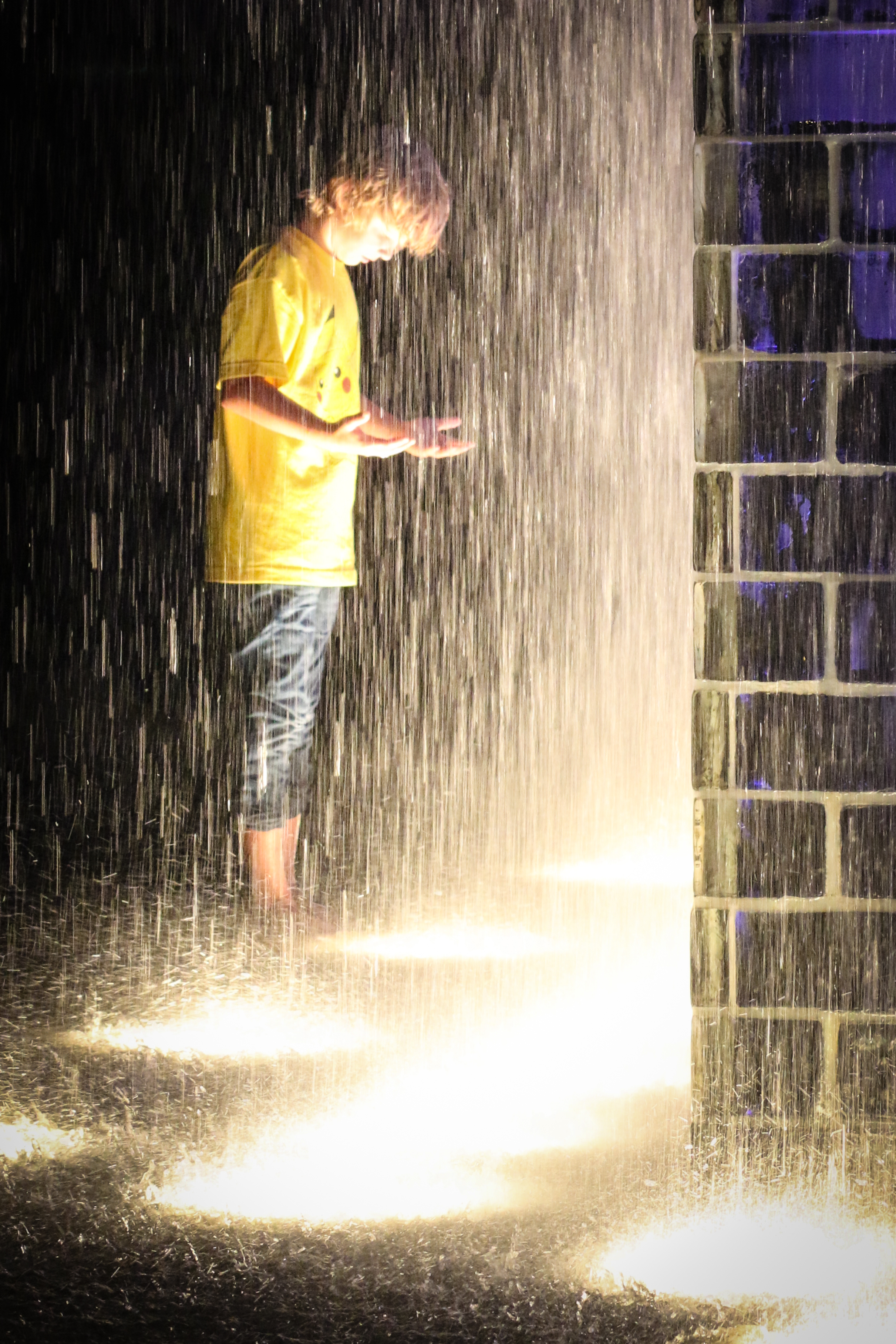
La cascade de la fontaine.